# دانيلو أفيلار
دانيلو أفيلار مواليد 9 يونيو 1989 في البرازيل، هو لاعب كرة قدم برازيلي يلعب مع نادي كورينثيانز كمدافع.

## المسيرة الاحترافية

### أندية لعب لها
- نادي كارباتي لفيف
- شالكه 04
- شالكه 04 ب
- نادي كالياري
- نادي تورينو
- نادي أميين
- نادي كورينثيانز

## وصلات خارجية
- دانيلو أفيلار على موقع الاتحاد الأوربي (الإنجليزية)
- دانيلو أفيلار على موقع اتحاد أوكرانيا (الإنجليزية)
- دانيلو أفيلار على موقع قاعدة بيانات كرة القدم.إي يو (الإنجليزية)
- دانيلو أفيلار على موقع بيانات كرة القدم. دي إي (الألمانية)
- دانيلو أفيلار على موقع Soccerway.com (الإنجليزية)
- دانيلو أفيلار على موقع عالم كرة القدم.نت (الإنجليزية)
- دانيلو أفيلار على موقع AS.com (الإسبانية)

- الموقع الرسمي